# João Carlos Augusto de Oyenhausen-Gravenburg
João Carlos Augusto de Oyenhausen-Gravenburg, marquis de Aracaty (né le 12 octobre 1776 à Lisbonne et décédé le 28 mars 1838 au Mozambique) était un noble (vicomte de Aracaty du 12 octobre 1824, puis marquis de Aracaty du 12 octobre 1826), militaire et administrateur colonial portugais.
Fils du comte Oyenhausen-Gravenburg, officier allemand installé au Portugal.
Aspirant de la Marine royale portugaise en 1793. Il arrive au Brésil en tant que gouverneur du Pará en 1798, puis devint celui de la capitainerie de Ceará de 1803 à 1807, puis Mato Grosso, de 1807 à 1819 et finit sa carrière d’administrateur colonial portugais en gouvernant São Paulo de 1819 à 1822.
Il participe activement au mouvement d’indépendance du Brésil, et devint sénateur de la province du Ceará de l’empire du Brésil, de 1826 à 1831. Nommé par l’empereur Pierre Ier du Brésil ministre de la Marine du 30 mai 1828 au 6 juin 1828, ministre des Affaires étrangères de 1827 à 1829, puis à l’abdication de l’empereur brésilien il accompagne ce dernier, de retour au Portugal et de ce fait renonce à la nationalité brésilienne. Il reprend alors sa carrière d’administrateur colonial, il devient le 41e gouverneur-général du Mozambique  de juillet 1885 à mars 1889.